# L'Hospitalet-du-Larzac
L'Hospitalet-du-Larzac è un comune francese di 330 abitanti situato nel dipartimento dell'Aveyron nella regione dell'Occitania.

## Società

### Evoluzione demografica
Abitanti censiti